# Tvärminneön
Tvärminneön är en ö som ligger vid Finska vikens mynning i sydvästra Finland.   Den är belägen i Hangö stad i landets sydligaste landskap Nyland. Ön har fast landförbindelse och den skiljs från fastlandet av en långsmal remsa av vatten. På öns östra del finns sedan 1902 en forskningsstation, Tvärminne zoologiska station.
Öns area är 1,35 kvadratkilometer och dess största längd är 2,3 kilometer i öst-västlig riktning.